# 金泉里ミサイル基地
金泉里（クムチョンリ）は、朝鮮民主主義人民共和国江原道安辺郡にある前方ミサイル基地
。

## 概要
江原道安辺郡の戦略ミサイルベルト内に立地し、南北境界の非武装地帯（DMZ）からは北に75キロメートルの地点に所在する。東京から1,100キロメートル、ソウルからは165キロメートルの地点に位置する。アメリカ合衆国のシンクタンク「戦略国際問題研究所」（CSIS）が2019年9月6日に発表した報告書によれば、ここは朝鮮民主主義人民共和国の弾道ミサイル部隊の責任を負う人民軍戦略軍に所属する前方ミサイル基地であり、従来未公表であった。同様の未公表ミサイル基地は北朝鮮領内に約20箇所あると推定されている。
報告書では、金泉里には1999年当時、新型だった射程1,000キロメートルの中距離弾道ミサイル「火星9」（スカッドER）が北朝鮮領内で初めて配備された。「苦難の行軍」のさなか、国際社会から大量の救援物資を獲得しながら多くの餓死者を産む一方、救援物資を換金してミサイル開発を進めたという。報告書はまた、済州島を含む韓国全域、九州と四国を含む日本列島南部一帯を攻撃できる。「北極星2号」（KN15）のような新型準中距離弾道ミサイルまで配備されれば、沖縄県に駐留する在日米軍基地も含めた日本全域が射程圏内におさまる。米韓の情報当局は、金泉里基地のミサイル保管坑道、燃料保存所など細部の施設まですべて把握し、有事に攻撃する準備を終えたとしている。
特に、北朝鮮が保有しているスカッド系ミサイルは全て、燃料注入に少なくとも30分以上がかかる液体燃料基盤なので、事前に識別して攻撃を受ける可能性が高い。北朝鮮はこれに対し、奇襲発射も可能な固体燃料ミサイルに切り替える作業を進めているという。
アメリカのマイク・ポンペオ国務長官は2019年9月6日の米メディアのインタビューに応え「北朝鮮が非核化に同意すれば、米国は安全の保証を与える」とし、北朝鮮に協議に応じるように求めたが、不調に終わっている。